# ヤーコブ・マレル
ヤーコブ・マレル（Jacob Marrel、姓は Morellまたは Morellとも、1614年ころ - 1681年）はドイツの画家である。主に静物画を描いた。作品にはラテン名の、Jacobus Marrellusと署名した。

## 略歴
1813年か1814年に現在のドイツ、ラインラント＝プファルツ州のフランケンタールの役人の息子に生まれた。1824年に父親が亡くなった後、家族とフランクフルト・アム・マインに移った。フランクフルトで1827年ころから静物画を専門とする画家、ゲオルク・フレーゲルに5年ほど、絵を学び、静物画に魅了されて、1632年にオランダに移り、ヤン・ダーフィッツゾーン・デ・ヘームの弟子になり、1650年までオランダで働いた。1650年にフランクフルトに戻り、版画家、出版社主、マテウス・メーリアンの未亡人と結婚した。結婚相手の連れ子が後に有名な博物画家になるマリア・ジビーラ・メーリアンで、マレルはメーリアンに絵画を教えた。
1660年に弟子のアブラハム・ミグノン（1640年-1679年)とユトレヒトに移った。マレルは絵の描き方に関する小冊子を出版し、画商としても働いた。その後、ユトレヒトで画商を1669年まで続けながら、フランクフルトで花の絵画の学校を開いた。

## 作品

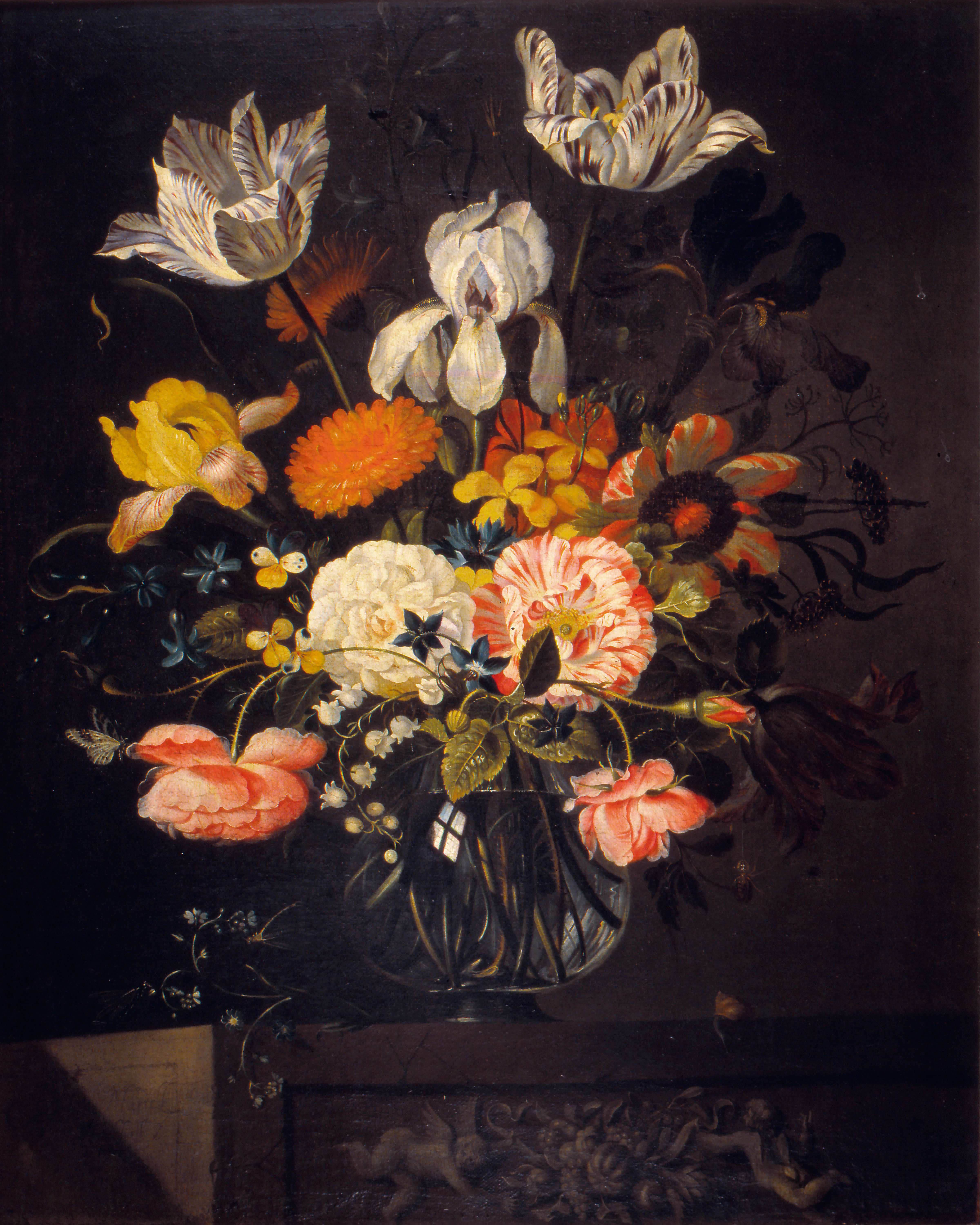
花の静物画
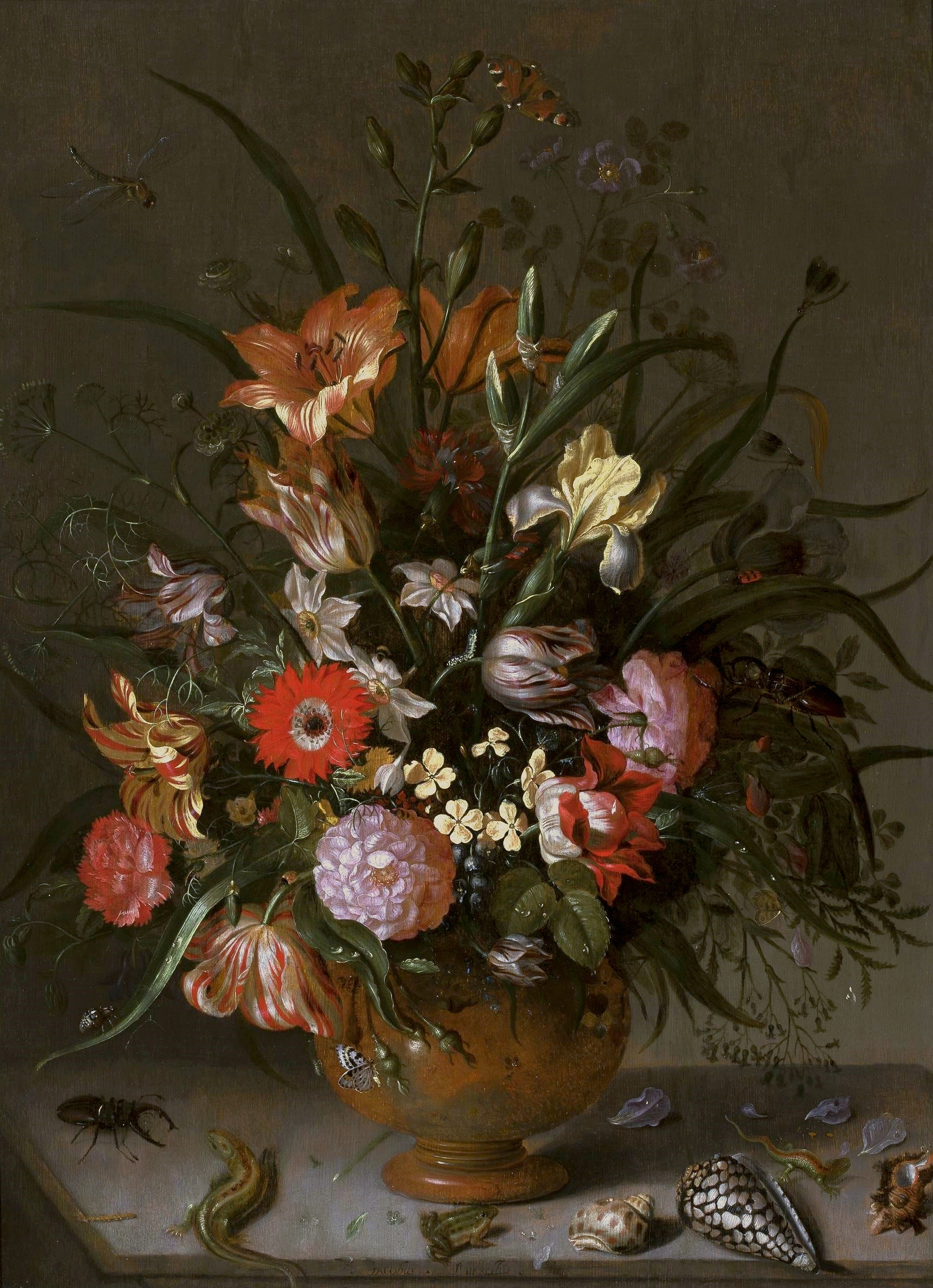
花瓶の花
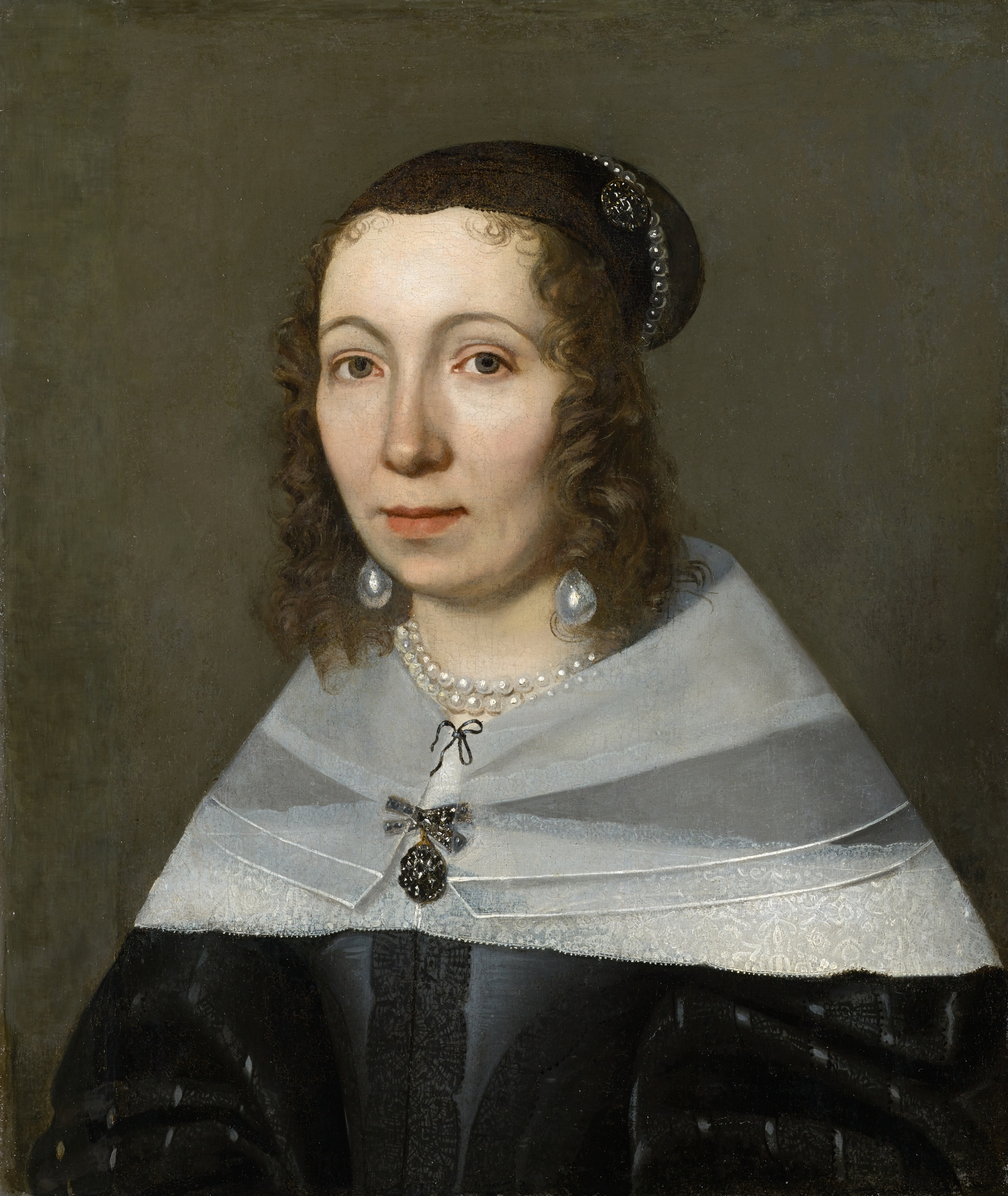
マリア・ジビーラ・メーリアンの肖像画

## 注
1. ↑  そのほかに: Jakob Marrel, Jakob (d. J.) Marrel, Jacob Marrell, Jacob Marrellus, Jakob Marrellus, Jakob Marsell, Jacob Marzell, Jakob Marzell, Jacob Moral, Jacob Moreel, Jacob Morrel, Jakob Morrel, Jacob Morsel, Jacob Murelなどに綴られることもある。